# Argis dentata
Argis dentata är en kräftdjursart som först beskrevs av M. J. Rathbun 1902.  Argis dentata ingår i släktet Argis och familjen Crangonidae. Inga underarter finns listade i Catalogue of Life.